# Lethal Weapon (tv-serie)
Lethal Weapon er en amerikansk tvserie baseret på filmen Lethal Weapon fra 1987 og dens tre efterfølgere. Den havde premiere 21. september 2016 på Fox.
Hovedrollerne som Martin Riggs og Roger Murtaugh spilles af henholdsvis Clayne Crawford og Damon Wayans. Andre roller indehaves af Keesha Sharp, Jordana Brewster og Kevin Rahm.

## Referanser
1. ↑  Verge